# Guido Ascanio Sforza di Santa Fiora
Guido Ascanio Sforza di Santa Fiora (Parma, 25 de noviembre de 1518 - Canneto sull'Oglio, 6 de octubre de 1564) fue un cardenal italiano, conocido también como El cardenal de Santafiora. 

## Vida
Nacido en Parma, fue el mayor de los once hijos del conde de Santa Fiora Bosio II Sforza y de Constanza Farnesio, que era hija del papa Paulo III; fue hermano del cardenal Alejandro Sforza (1565) y primo de Alejandro Farnesio, que fueron eclesiásticos al igual que él. Durante su periodo como cardenal fue legado, así como administrador de diferentes ciudades y sedes episcopales.
Su carrera eclesiástica se inició muy pronto con su elección como obispo de Montefiascone y Corneto, en la actualidad diócesis de Viterbo, sucediendo a su tío Ranuccio Farnesio el 12 de noviembre de 1528, cuando todavía no había cumplido diez años, dimitiendo del cargo el 4 de junio de 1548.
Fue elevado a cardenal en el consistorio del 18 de diciembre de 1534 por el Papa Paulo III con la diaconía de los Santos Vito, Modesto y Crescenzia. Más tarde va a ser nombrado Camarlengo de la Iglesia católica el 22 de octubre de 1537, cargo que ocupó hasta su muerte. Formó parte de la diaconia de Santa Maria en Cosmedin el 31 de mayo de 1540, en la diaconía de San Eustaquio el 10 de diciembre de 1540 y finalmente en la diaconía de Santa María en Vía Lata el 9 de marzo de 1552. Participó en los dos cónclaves de 1555 (el de abril que eligió a Marcelo II y el de mayo, que escogió a Paulo IV), así como el cónclave celebrado en diciembre de 1559, donde resultó elegido Pio IV, que re-convocó el Concilio de Trento.
Guido Ascanio Sforza murió el 6 de octubre de 1564 de fiebres en Canneto sull'Oglio, cerca de Mantua. Su cuerpo fue trasladado a Roma y sepultado en la capilla de su familia en la Basílica de Santa María la Mayor.
| Predecesor: Niccolò Gaddi | Cardenal protodiácono 9 de marzo de 1552 - 6 de octubre de 1564 | Sucesor: Giulio della Rovere |